# Christmas Bounty
Christmas Bounty è un film per la televisione del 2013 diretto da Gil Junger con Mike 'The Miz' Mizanin e Francia Almendárez. In Italia è stato trasmesso in prima TV su Italia 1 il 29 dicembre 2015 ed è stato replicato sulla stessa rete e su La 5 nei periodi natalizi successivi.

## Trama
Tory Bell, un'ex-cacciatrice di taglie diventata ormai una maestra di scuola elementare, è determinata ad avere una vita normale e a mantenere segreta la sua vita passata. A malincuore, però, è costretta a tornare a casa per il Natale e a salvare l'attività di famiglia con la cattura di una taglia scappata via. Poiché il fidanzato decide di trascorrere il giorno di festa con lei, Tory sarà costretta a celare ciò che i suoi cari fanno e a fare i conti con un ex fidanzato, cacciatore di taglie anche lui, che credeva di essersi lasciata alle spalle.

## Produzione
Il film è stato annunciato dalla WWE nell'aprile del 2013 come commedia natalizia per il canale ABC, e il co-protagonista sarebbe stato The Miz, già protagonista del film Presa mortale - Il nemico è tra noi, unico wrestler presente nella pellicola.

## Accoglienza
Il film su Internet Movie Database ha ricevuto un punteggio di 4.8 su 10 su 706 recensioni..
In Italia, il 29 dicembre 2015 in prima TV su Italia 1 ha segnato il 6,7% di share, mentre il 30 dicembre 2016, in replica sulla stessa rete, il 3,6%.